# S. O. Wagner
Siegfried Oswald Wagner (* 23. November 1902 in Purulia bei Kalkutta, Indien; † 17. Mai 1975 in Hamburg) war ein deutscher Schauspieler, Regisseur, Hörspielsprecher und Autor.

## Biografie
Siegfried Wagner wuchs offenbar in Hamburg auf, wo er ein Humanistisches Gymnasium besuchte und auch das Abitur machte. Anschließend absolvierte er ein Studium der Theatergeschichte und nahm Schauspielunterricht bei Gustav Kirchner am Thalia Theater, wo er 1922 ein Volontariat antrat. Später bekam er Stückverträge bei verschiedenen deutschen Theatern in Berlin, dem Ostpreußischen Landestheater in Königsberg und am Stadttheater Neiße. Als Regisseur war er am Landestheater Südostpreußen in Allenstein und am Neuen Stadttheater Greifswald engagiert. Von 1939 bis 1945 war er Soldat gewesen. Von Kriegsende bis 1949 arbeitete er als Texter und Vortragender praktisch für alle Hamburger Kabarette. Dazu zählten damals u. a. das  Kaleidoskop, die Bonbonniere und der Bronzekeller. Zudem gab er weiter Gastspiele an verschiedenen Bühnen, darunter auch im Neuen Theater Hamburg. Hier konnte man ihn beispielsweise als Vater Jonathan in dem Stück  Im siebenten Himmel von Albin Stuebs sehen.
Darüber hinaus verfasste Wagner auch selbst Theaterstücke, wie  Schatten, mystisches Spiel, welches 1931 in Berlin uraufgeführt wurde, oder  Godiva mit dem Schleier, ein Schauspiel in 7 Szenen.
Gelegentlich war er auch als Regisseur für das Fernsehen tätig. So inszenierte er 1960 bis 1961 die Fernsehserie Oben und unten, in der Lilly Towska, Otto Braml, Ursula Dartsch und Hans Irle zu den Hauptdarstellern gehörten.
Bereits seit 1928 arbeitete er als Sprecher und Autor für den Hörfunk. Von 1934 bis 1939 war er beim Reichssender Königsberg zudem noch als Regisseur unter Vertrag. Von 1946 bis 1949 agierte er als freier Mitarbeiter bei verschiedenen Sendern; von 1949 bis 1951 in gleicher Funktion auch beim NWDR Hamburg. Seit 1951 war er beim Sender fest angestellt und blieb dort auch beim Rechtsnachfolger, dem Norddeutschen Rundfunk anscheinend bis zu seiner Pensionierung.
Zu seiner umfangreichen Tätigkeit als Hörspielregisseur gehört die Reihe Die Jagd nach dem Täter, von denen er zwischen 1957 und 1964 110 der insgesamt 129 Folgen selbst inszenierte. Weitere Reihen waren Abenteuer der Zukunft und Spionage, die beide jeweils 10 Folgen umfassten. 1959 führte er bei der 3. Staffel von Gestatten, mein Name ist Cox; Mord auf Gepäckschein 3311 die Regie. Nachdem die ersten beiden Staffeln unter der Leitung von Hans Gertberg standen und bei denen Carl-Heinz Schroth die Titelrolle sprach, war es hier Erwin Linder, der nun dessen Part übernahm. Zu den weiteren Sprechern gehörten u. a. Manfred Steffen, Georg Eilert, Rolf Nagel und Verena Wiet. Als Hörspielsprecher konnte man ihn 1959 in Alle inbegriffen (Regie: Wolfgang Schwade) und 1972 in Die Geschichte von Zwerg Casimir und der Prinzessin Sismonda (Regie: Fritz Schröder-Jahn) hören.
S. O. Wagner verstarb am 17. Mai 1975 in Hamburg. Er wurde auf dem Friedhof Ohlsdorf beigesetzt. Die Grablage lautete: M20-306. Das Grab wurde inzwischen geräumt, da weder ein Angehöriger die Verlängerung beantragt, noch die Kulturbehörde die Grabstätte unter Schutz gestellt hat.

## Filmografie
- 1960–61: Oben und unten – Fernsehserie

## Hörspiele (Regie)

### Reihe: Die Jagd nach dem Täter (Auswahl)
- 1957: Das Haus in Mexico City – Autor: Harald Vock
- 1957: Der erste Kunde – Autor: Walter Niebuhr
- 1957: Zwei grüne Limousinen – Autor: Heinz Losecaat van Nouhuys
- 1957: Dschungelmord – Autor: Irmgard Köster
- 1957: Unter Mordverdacht – Autor: Walter Niebuhr
- 1957: Das verlorene Gedächtnis – Autor: Maria Lamballe
- 1957: Der Maurer – Autor: Irmgard Köster
- 1957: Die Barker-Gang – Autor: Karl Heinz Zeitler
- 1957: Anruf nach Mitternacht – Autor: Gisela Prugel
- 1958: Das Geheimnis der Teikoku-Bank – Autor: Wolfgang Menge
- 1958: Die Tote aus Hafenbecken 1 – Autor: Wolfgang Menge
- 1958: Briefe von fremder Hand – Autor: Hellmut Kleffel
- 1958: Der Tod der alten Dame – Autor: Lillian Aye
- 1958: Die Tote aus der Moldau – Autor: Hans Robert Luety
- 1958: Postlagernd Bombay – Autor: Hans Robert Luety
- 1958: Die Villa am Teufelssee – Autor: Karl Heinz Zeitler
- 1958: Die Affenmaske – Autor: Walter Kolbenhoff
- 1958: Giftmord in der Rue des Écoles – Autor: Hellmut Kleffel
- 1958: Der Fall Maragat – Autor: Walter Niebuhr
- 1959: Spitzbuben – Autor: Irmgard Köster
- 1959: Die Schlinge – Autor: Maria Lamballe
- 1959: Der Blumenbote – Autor: Walter Kolbenhoff
- 1960: Gift – Autor: Joachim Jomeyer
- 1960: Das Mädchen aus der Seine – Autor: Maria Lamballe
- 1961: Kamele in Kairo – Autor: Joachim Jomeyer
- 1961: Zuviel Geständnisse – Autor: Francis Durbridge
- 1961: Die letzte Partie – Autor: Paul Ickes
- 1962: Die Nacht in Badmers Hamlet – Autor: Jochen Schöberl
- 1962: Nur Platz für vier … – Autor: Nicolaus Hix
- 1962: Ein Schuß in Studio 9 – Autor: Nicolaus Hix
- 1963: Der Tod reist mit dem Zirkus – Autor: Harald Vock
- 1963: Die Scheidung – Autor: Lillian Aye
- 1963: Trautes Heim – Autor: Günter Dahmen
- 1964: Die Stimme aus dem Grab – Autor: Agatha Christie
- 1964: Salon Frederico – Autor: Jürgen Paul

### Reihe: Spionage
- 1959: 1. Teil: Deckname Gustav – Autor: Joachim Jomeyer
- 1959: 2. Teil: Einsatzort Planquadrat X – Autor: Karl Heinz Zeitler
- 1959: 3. Teil: An Absender zurück – Autor: Karl Heinz Zeitler
- 1959: 4. Teil: Anton Dora – bitte kommen! – Autor: Karl Heinz Zeitler
- 1959: 5. Teil: Affäre Dimitrios – Autor: Joachim Jomeyer
- 1959: 6. Teil: Der Spion von Albrechtshof – Autor: Karl Heinz Zeitler
- 1959: 7. Teil: Bock zum Gärtner – Autor: Karl Heinz Zeitler
- 1959: 8. Teil: Der Dicke und die Tauben – Autor: Joachim Jomeyer
- 1959: 9. Teil: Unternehmen Rattenfalle – Autor: Hellmut Kleffel
- 1959: 10. Teil: Das Taubenei – Autor: Joachim Jomeyer

### Reihe: Abenteuer der Zukunft
- 1958: Raumschiff Alpha schweigt – Autor: Fritz Puhl
- 1958: Ariane, das Wüstenschiff – Autor: Fritz Puhl
- 1959: Die tote Sängerin – Autor: Fritz Puhl
- 1959: Die 3000stel Sekunde – Autor: Fritz Puhl
- 1960: Die Reise in die Zeit – Autor: Fritz Puhl
- 1960: Der Turm der Winde – Autor: Fritz Puhl
- 1964: Atollopur, die Stadt auf dem Meer – Autor: Fritz Puhl
- 1964: Versuchsreihe Schicksal – Autor: Fritz Puhl
- 1964: Der Sklave – Autor: Bogislav von Puttkamer

### Sonstige
- 1951: Bummel durch den Juli – Autor: Dieter Rohkohl
- 1952: Die Ladenklingel (Folge 6: Meine Tante – Deine Tante) – Autor: Johannes D. Peters
- 1952: Die Ladenklingel (Folge 7: Sei jung durch Floriana) – Autor: Johannes D. Peters
- 1952: Die Ladenklingel (Folge 8: Der Fall Bierbaum) – Autor: Johannes D. Peters
- 1953: Die Ladenklingel (Folge 9: Arno als Freiwerber) – Autor: Johannes D. Peters
- 1953: Das Besenmärchen – Autor: Simon Glas
- 1954: Der Mann – und der Topflappen des anderen – Autor: Renate Singhofen
- 1954: Der Seenebel – Autor: Maria Lamballe
- 1955: Der Mann mit dem Schnupfen – Autor: Renate Singhofen
- 1955: Die Jagd nach der Kamera – Autor: Renate Singhofen
- 1955: Die Gattin des Ministers – Autor: Simon Glas
- 1955: Zwischenspiel – Autor: Joachim Friedrich Meyer
- 1955: Der Schönheitskönig – Autor: Renate Singhofen
- 1955: Oskar kommt mit der dritten Hochbahn – Autor: Max Gundermann
- 1955: Gesucht wird Heinrich Wächter – Autor: Harald Vock
- 1955: An alle Polizeileitstellen ... Aus der Arbeit der Interpol – Autor und Sprecher: Harald Vock
- 1955: Scrabs sind nicht zu Hause – Autor: Hellmut Kleppel
- 1955: Beherrschung ist alles! (Groteske) – Autor: Joachim Friedrich Meyer
- 1955: Halb zog sie ihn – Eine amüsante Wochenend-Geschichte – Autor: Kurt Haase
- 1956: Ferien – Autor: Kurd E. Heyne
- 1956: Der Einbrecher – Autor: Christian Bock
- 1956: Vor der Tür zum siebenten Himmel – Autor: Heilwig von der Mehden
- 1957: Mach mich zur Minna – Parodie auf ein Musikal frei nach Lessing – Autor: Walter Niebuhr
- 1958: Der Seelentröster – Eine Groteske – Autor: Walter Niebuhr
- 1958: Es geschah bei Blockstelle 13, aus der Reihe Gruseln vor Mitternacht – Autor: Karl Heinz Zeitler
- 1958: Die schwarze Rikscha, aus der Reihe Gruseln vor Mitternacht – Autor: Karl Heinz Zeitler
- 1959: Gestatten, mein Name ist Cox; Mord auf Gepäckschein 3311 (3. Staffel: 7 Teile) – Autoren: Rolf und Alexandra Becker